# 2022-es DTM-szezon
A 2022-es Deutsche Tourenwagen Masters-szezon a bajnokság huszonharmadik szezonja volt a sorozat 2000-es visszatérése óta és a második a GT3-as érában. A szezon április 30-án vette kezdetét a Portimãoban található Algarvei pályán, és október elején fejeződött be a Hockenheimringen. Az előző szezon egyéni címvédője a német Maximilian Götz, a bajnok csapat pedig a Red Bull Alpha Tauri AF Corse.

## Csapatok és versenyzők
| DEU | Team Abt Sportsline |
| DEU | Team Abt            |

| AUT | GRT                    |
| AUT | GRT grasser-racing.com |

| USA | Mercedes-AMG Team Winward Racing |
| USA | Mercedes-AMG Team Winward        |

| DEU | Team Abt Sportsline |
| DEU | Team Abt            |

| AUT | GRT                    |
| AUT | GRT grasser-racing.com |

| USA | Mercedes-AMG Team Winward Racing |
| USA | Mercedes-AMG Team Winward        |

| Ikon | Kategória |
| ---- | --------- |
| J    | Junior    |
| G    | Vendég[a] |

## Átigazolások

### Csapatváltások
- Esteban Muth; T3 Motorsport pilóta → Walkenhorst Motorsport pilóta[34]
- Sheldon van der Linde; ROWE Racing pilóta → Schubert Motorsport pilóta[35]
- Maximilian Götz; Mercedes-AMG Team HRT pilóta → Mercedes-AMG Team Winward pilóta[36]
- Arjun Maini; Mercedes-AMG Team Getspeed pilóta → Mercedes-AMG Team HRT pilóta[36]

### Újonc pilóták
- Thomas Preining; ADAC GT Masters, KÜS Team Bernhard pilóta → KÜS Team Bernhard pilóta[37]
- Ricardo Feller; ADAC GT Masters, Montaplast by Land-Motorsport pilóta → Team Abt Sportsline pilóta[38]
- Rolf Ineichen; ADAC GT Masters, GRT Grasser Racing Team pilóta → GRT Grasser Racing Team pilóta[39]
- Clemens Schmid; ADAC GT Masters, GRT Grasser Racing Team pilóta → GRT Grasser Racing Team pilóta[39]
- Mirko Bortolotti; GT Európa Endurance-kupa, Orange 1 FFF Racing Team pilóta → GRT Grasser Racing Team pilóta[39]
- Alessio Deledda; FIA Formula–2 bajnokság, HWA Racelab pilóta → GRT Grasser Racing Team pilóta[39]
- David Schumacher; FIA Formula–3 bajnokság, Trident pilóta → Mercedes-AMG Team Winward pilóta[40]
- Marius Zug; Olasz GT-bajnokság, Ceccato Racing pilóta → Attempto Racing pilóta[41]
- Mikaël Grenier; GT Amerika, Winward Racing pilóta → Mercedes-AMG Team GruppeM Racing pilóta[42]
- Laurens Vanthoor; IMSA SportsCar-bajnokság, Pfaff Motorsports pilóta → SSR Performance pilóta[43]
- Dennis Olsen; WEC, Team Project 1 pilóta → SSR Performance pilóta[43]
- Nicki Thiim; WEC, NorthWest AMR pilóta → T3 Motorsport pilóta[44]
- Felipe Fraga; WEC, TF Sport pilóta → Red Bull AF Corse pilóta[45]
- Sébastien Loeb; WRC, M-Sport Ford WRT pilóta → AlphaTauri AF Corse pilóta[12]

### Visszatérő pilóták
- René Rast; Formula–E, Audi Sport ABT Schaeffler pilóta → Team Abt Sportsline pilóta[46]
- Philipp Eng; Formula–E, BMW i Andretti Motorsport tartalékpilóta → Schubert Motorsport pilóta[35]
- Luca Stolz; ADAC GT Masters, Toksport WRT pilóta → Mercedes-AMG Team HRT pilóta[36]
- Maro Engel; ADAC GT Masters, Toksport WRT pilóta → Mercedes-AMG Team GruppeM Racing pilóta[42]

### Távozó pilóták
- Mike Rockenfeller; Team Abt Sportsline pilóta → WEC, Vector Sport pilóta[47]
- Sophia Flörsch; Team Abt Sportsline pilóta → Európai Le Mans-széria, G-Drive Racing pilóta[48]
- Timo Glock; ROWE Racing pilóta → Stock Car Brasil, Lubrax Podium endurance pilóta[35]
- Liam Lawson; Red Bull AF Corse pilóta → Formula–2, Carlin pilóta[49]
- Alexander Albon; Red Bull AF Corse pilóta → Formula–1, Williams pilóta[50]
- Philip Ellis; Mercedes-AMG Team Winward pilóta → IMSA SportsCar-bajnokság, Winward Racing pilóta[51]
- Daniel Juncadella; Mercedes-AMG Team GruppeM Racing pilóta → IMSA SportsCar-bajnokság, WeatherTech Racing pilóta[42]
- Vincent Abril; Mercedes-AMG Team HRT pilóta → GT Európa Endurance-kupa, JP Motorsport pilóta[52]

### Újonc csapatok
- Attempto Racing[6]
- Schubert Motorsport
- GRT Grasser Racing Team
- KÜS Team Bernhard
- SSR Performance

### Távozó csapatok
- ROWE Racing[53]
- Mercedes-AMG Team GetSpeed

## Szabályváltozások
- A csapatutasításokat betiltották a 2021-es Norisringen megrendezett szezonzárón történt események miatt.[54][55]

## Versenynaptár
A kilenc hétvégés versenynaptárat 2021. szeptember 3-án hozták nyilvánosságra. 2021. december 23-án bejelentették, hogy a június 4-re és június 5-re tervezett Németországon kívüli forduló elmarad, így csak 8 fordulós lesz a bajnokság.
| Forduló   | Pálya                           | Helyszín                      | Első futam     | Második futam  |
| --------- | ------------------------------- | ----------------------------- | -------------- | -------------- |
| 1         | Algarve International Circuit   | Portimão, Algarve             | Április 30.    | Május 1.       |
| 2         | EuroSpeedway Lausitz (GP pálya) | Klettwitz, Brandenburg        | Május 21.      | Május 22.      |
| 3         | Imola Circuit                   | Imola, Emilia-Romagna         | Június 18.     | Június 19.     |
| 4         | Norisring                       | Nürnberg, Bajorország         | Július 2.      | Július 3.      |
| 5         | Nürburgring (Sprintpálya)       | Nürburg, Rajna-vidék-Pfalz    | Augusztus 27.  | Augusztus 28.  |
| 6         | Circuit de Spa-Francorchamps    | Stavelot, Liège               | Szeptember 10. | Szeptember 11. |
| 7         | Red Bull Ring                   | Spielberg, Stájerország       | Szeptember 24. | Szeptember 25. |
| 8         | Hockenheimring                  | Hockenheim, Baden-Württemberg | Október 8.     | Október 9.     |
| Források: |                                 |                               |                |                |

### Változások
- Spa-Francorchamps egy év kihagyás után visszatér a naptárba.
- Imola és Portimão debütál a szériában.
- Zolder, Assen és Monza kikerültek a naptárból.
- A  Norisring visszatér szokásos helyére a naptárban, július elejére, közben a Hockenheimring pedig a hagyományok szerint ismét október elején kerül megrendezésre szezonzáróként.

## Eredmények

### Összefoglaló
| Forduló | Forduló | Helyszín                                    | Pole-pozíció          | Leggyorsabb kör       | Győztes               | Győztes                   | Győztes  | Listavezető           | Előny |
| Forduló | Forduló | Helyszín                                    | Pole-pozíció          | Leggyorsabb kör       | Versenyző             | Csapat                    | Gyártó   | Listavezető           | Előny |
| ------- | ------- | ------------------------------------------- | --------------------- | --------------------- | --------------------- | ------------------------- | -------- | --------------------- | ----- |
| 1       | 1.      | Algarve International Circuit               | Mirko Bortolotti      | Luca Stolz            | Lucas Auer            | Mercedes-AMG Team Winward | Mercedes | Mirko Bortolotti      | 7     |
| 1       | 2.      | Algarve International Circuit               | Nico Müller           | Felipe Fraga          | Nico Müller           | Team Rosberg              | Audi     | Mirko Bortolotti      | 7     |
| 2       | 3.      | Lausitzring (GP Circuit with Banked Turn 1) | Lucas Auer            | Sheldon van der Linde | Sheldon van der Linde | Schubert Motorsport       | BMW      | Sheldon van der Linde | 14    |
| 2       | 4.      | Lausitzring (GP Circuit with Banked Turn 1) | Sheldon van der Linde | Maro Engel            | Sheldon van der Linde | Schubert Motorsport       | BMW      | Sheldon van der Linde | 14    |
| 3       | 5.      | Imola Circuit                               | René Rast             | Mirko Bortolotti      | René Rast             | Team Abt                  | Audi     | Sheldon van der Linde | 12    |
| 3       | 6.      | Imola Circuit                               | Ricardo Feller        | Nick Cassidy          | Ricardo Feller        | Team Abt Sportsline       | Audi     | Sheldon van der Linde | 12    |
| 4       | 7.      | Norisring                                   | Kelvin van der Linde  | Thomas Preining       | Thomas Preining       | KÜS Team Bernhard         | Porsche  | Mirko Bortolotti      | 8     |
| 4       | 8.      | Norisring                                   | Felipe Fraga          | Mirko Bortolotti      | Felipe Fraga          | Red Bull AF Corse         | Ferrari  | Mirko Bortolotti      | 8     |
| 5       | 9.      | Nürburgring (Sprint Circuit)                | Mirko Bortolotti      | Kelvin van der Linde  | Sheldon van der Linde | Schubert Motorsport       | BMW      | Sheldon van der Linde | 22    |
| 5       | 10.     | Nürburgring (Sprint Circuit)                | Sheldon van der Linde | Luca Stolz            | Luca Stolz            | Mercedes-AMG Team HRT     | Mercedes | Sheldon van der Linde | 22    |
| 6       | 11.     | Circuit de Spa-Francorchamps                | Dennis Olsen          | Maximilian Götz       | Dennis Olsen          | SSR Performance           | Porsche  | Sheldon van der Linde | 31    |
| 6       | 12.     | Circuit de Spa-Francorchamps                | René Rast             | Rolf Ineichen         | Nick Cassidy          | AlphaTauri AF Corse       | Ferrari  | Sheldon van der Linde | 31    |
| 7       | 13.     | Red Bull Ring                               | Nick Cassidy          | Mirko Bortolotti      | Nick Cassidy          | AlphaTauri AF Corse       | Ferrari  | Sheldon van der Linde | 11    |
| 7       | 14.     | Red Bull Ring                               | Maro Engel            | Lucas Auer            | Thomas Preining       | KÜS Team Bernhard         | Porsche  | Sheldon van der Linde | 11    |
| 8       | 15.     | Hockenheimring                              | Lucas Auer            | Sheldon van der Linde | Lucas Auer            | Mercedes-AMG Team Winward | Mercedes | Sheldon van der Linde | 11    |
| 8       | 16.     | Hockenheimring                              | René Rast             | Marco Wittmann        | Marco Wittmann        | Walkenhorst Motorsport    | BMW      | Sheldon van der Linde | 11    |

### Pontrendszer
Pontot az első tíz helyen célba érő versenyző kapott az alábbi sorrendben:
| Helyezés | 1. | 2. | 3. | 4. | 5. | 6. | 7. | 8. | 9. | 10. |
| Pont     | 25 | 18 | 15 | 12 | 10 | 8  | 6  | 4  | 2  | 1   |

Továbbá az időmérő első három helyezettje is kapott pontokat:
| Kvalifikációs helyezés | 1. | 2. | 3. |
| Pont                   | 3  | 2  | 1  |

### Versenyzők
| Helyezés                                     | Versenyző             | POR | POR | LAU | LAU | IMO | IMO | NOR | NOR | NÜR | NÜR | SPA | SPA | RBR | RBR | HOC | HOC | Pont |
| -------------------------------------------- | --------------------- | --- | --- | --- | --- | --- | --- | --- | --- | --- | --- | --- | --- | --- | --- | --- | --- | ---- |
| 1                                            | Sheldon van der Linde | 7   | 8   | 12  | 1   | 8   | 5   | Ki  | 15  | 1   | 91  | 12  | 2   | 11  | 11  | 2   | 3   | 164  |
| 2                                            | Lucas Auer            | 13  | 22  | 31  | 8   | Ki  | 4   | Ki  | 13  | 5   | 3   | Ki3 | 4   | 4   | 6   | 1   | 7   | 153  |
| 3                                            | René Rast             | Ki  | 12  | 8   | 32  | 1   | Ki  | 3   | 3   | 9   | Ki  | 4   | Ki1 | 21  | 10  | 5   | 21  | 149  |
| 4                                            | Mirko Bortolotti      | 31  | 32  | 6   | 6   | 3   | 10  | Ki  | 2   | Ki  | 19  | 8   | 10  | 3   | 8   | 73  | Ki  | 121  |
| 5                                            | Thomas Preining       | 13  | Ki  | Ki  | Ki  | 43  | Ki  | 12  | 9   | Ki  | 7   | 32  | 3   | 5   | 1   | Ki  | Ni  | 116  |
| 6                                            | Luca Stolz            | 2   | Ki  | 2   | 12  | 11  | 12  | 7   | 8   | 17  | 1   | 15  | 5   | 10  | 2   | 92  | 9   | 108  |
| 7                                            | Nico Müller           | Ki  | 1   | Ki  | 5   | 2   | 8   | Ki  | 12  | Ki  | 6   | 6   | 22  | 63  | 7   | 8   | 6   | 105  |
| 8                                            | Marco Wittmann        | Hn  | 4   | Ki  | 10  | 7   | 3   | Ki  | 43  | 8   | 10  | 9   | 9   | 14  | 12  | 3   | 1   | 98   |
| 9                                            | Kelvin van der Linde  | 4   | 6   | Ki  | 20  | 5   | 13  | Ki1 | Ki  | 2   | 42  | 5   | 14  | 8   | Ki  | 12  | 5   | 90   |
| 10                                           | Dennis Olsen          | 5   | 11  | Ki  | 11  | 9   | Ki  | 2   | 5   | Ki  | 23  | 1   | 19  | Ki  | 9   | Ki  | Ni  | 89   |
| 11                                           | Maximilian Götz       | 11  | 5   | 10  | 15  | 20  | 9   | 6   | 6   | 4   | 5   | 2   | 15  | 9   | 202 | 15  | Ki  | 74   |
| 12                                           | Maro Engel            | 10  | 10  | 53  | 23  | 10  | 7   | Ki  | 10  | 16  | Ki  | Ki  | 23  | 7   | 31  | 11  | Ki  | 65   |
| 13                                           | Nick Cassidy          |     |     | 9   | 23  | 14  | 17  |     |     | 7   | Ki  | 10  | 13  | 12  | 183 | Ki  | Ni  | 64   |
| 14                                           | Philipp Eng           | 9   | Ki  | Ki  | 4   | 12  | 6   | 5   | 11  | 6   | Ki  | Ki  | 7   | 12  | 5   | 6   | Ki  | 64   |
| 15                                           | Ricardo Feller        | 6   | 9   | Ki  | 7   | Ki  | 1   | 8   | Ki  | 3   | Ki  | 18  | 13  | 15  | 22  | Ki  | 12  | 63   |
| 16                                           | Felipe Fraga          | Ki  | 23  | Ki  | Ni  | Ki  | Ki2 | Ki  | 1   | Ki  | Kiz | 7   | 8   | Ki  | 15  | 13  | Ni  | 60   |
| 17                                           | Dev Gore              | Ki  | 20  | 16  | 17  | Ki  | 2   | Ki  | 19  | Ki  | Ki  | 21  | 25  | 20  | Ki  | 4   | 11  | 30   |
| 18                                           | Laurens Vanthoor      | 8   | 7   | 7   | 9   | 13  | Ki  | 4   | 16  | Ki  | 11  | Ki  | 12  | Ki  | 16  |     |     | 30   |
| 19                                           | Arjun Maini           | 17  | 13  | 4   | 13  | 16  | 18  | Ki  | 14  | 15  | 14  | 14  | 11  | 13  | 4   | Ki  | Ni  | 24   |
| 20                                           | Mikaël Grenier        | 152 | Ki  | Ki  | Ki  | 19  | 15  | 9   | Ki  | 10  | 8   | Ki  | 6   | Ki  | Ni  | Ki  | Ni  | 17   |
| 21                                           | Marius Zug            | 18  | 16  | 15  | Ki  | 17  | Ki  | 11  | Ki  | 14  | 12  | 17  | 16  | 19  | 19  | Ki  | 43  | 13   |
| 22                                           | Clemens Schmid        | 21  | 19  | 17  | Ki  | 6   | Ki  | 10  | 17  | 12  | Ki  | 22  | 26  | Ki  | 17  | Ki  | Ki2 | 11   |
| 23                                           | Ayhancan Güven        |     |     |     |     |     |     | Ki3 | 7   |     |     |     |     |     |     |     |     | 7    |
| 24                                           | Leon Köhler           |     |     |     |     |     |     |     |     |     |     |     |     | Ki  | 13  | 16  | 8   | 4    |
| 25                                           | Maximilian Buhk       | 19  | 17  | 11  | 22  | 18  | Ki  | Ki  | Ki  | 11  | 13  | 16  | 21  | 17  | 14  | 10  | Ki  | 1    |
| 26                                           | Alessio Deledda       | 22  | 23  | 19  | 21  | 22  | 16  | Ki  | 18  | 20  | 16  | 20  | 18  | 21  | 21  | Ki  | 10  | 1    |
| 27                                           | Rolf Ineichen         | Ki  | Ki  | 14  | 16  | 15  | Ki  |     |     | 18  | 17  | 19  | 17  | 18  | 23  | Ki  | Ni  | 1    |
| 28                                           | David Schumacher      | 20  | 15  | Ki  | 14  | 21  | Ki  | Ki  | Ki  | Ki  | Ki  | 11  | 20  | 16  | 24  | Ki  | Ni  | 0    |
| 29                                           | Esteban Muth          | 14  | 14  | 12  | 18  | Ki  | 14  | Ki  | Ni  | 13  | 15  | 13  | 24  |     |     |     |     | 0    |
| 30                                           | Nicki Thiim           | 12  | Ki  | 13  | Ki  |     |     |     |     |     |     |     |     |     |     |     |     | 0    |
| 31                                           | Christian Engelhart   |     |     |     |     |     |     |     |     |     |     |     |     |     |     | 14  | Ki  | 0    |
| 32                                           | Sébastien Loeb        | 16  | 18  |     |     |     |     |     |     |     |     |     |     |     |     |     |     | 0    |
| 33                                           | Esmee Hawkey          | Ki  | 21  | 18  | 19  |     |     |     |     |     |     |     |     |     |     |     |     | 0    |
| 34                                           | Franck Perera         |     |     |     |     |     |     | Ki  | Ni  |     |     |     |     |     |     |     |     | 0    |
| Vendég résztvevőként nem jogosultak pontokra |                       |     |     |     |     |     |     |     |     |     |     |     |     |     |     |     |     |      |
| —                                            | Timo Glock            |     |     |     |     | Ki  | 11  |     |     |     |     |     |     |     |     |     |     | 0    |
| —                                            | Theo Oeverhaus        |     |     |     |     |     |     |     |     | 19  | 18  |     |     |     |     |     |     | 0    |
| Helyezés                                     | Versenyző             | POR | POR | LAU | LAU | IMO | IMO | NOR | NOR | NÜR | NÜR | SPA | SPA | RBR | RBR | HOC | HOC | Pont |

| Szín   | Eredmény                                      |
| ------ | --------------------------------------------- |
| Arany  | Győztes                                       |
| Ezüst  | 2. helyezett                                  |
| Bronz  | 3. helyezett                                  |
| Zöld   | Pontot szerzett                               |
| Kék    | Pont nélkül vagy helyezetlenül ért célba (Hn) |
| Lila   | Nem ért célba (Ki)                            |
| Piros  | Nem kvalifikálta magát (Nk)                   |
| Fekete | Diszkvalifikálták (Kiz)                       |
| Fehér  | Nem indult (Ni)                               |
| Fehér  | Visszalépett (Vi)                             |
| Fehér  | Verseny törölve (T)                           |
| Üres   | Nem vett részt                                |
| Üres   | Kizárt (EX)                                   |

### Csapatok
| Helyezés | Csapat                             | Pont |
| -------- | ---------------------------------- | ---- |
| 1        | Schubert Motorsport                | 226  |
| 2        | Mercedes-AMG Team Winward          | 152  |
| 3        | Team Abt Sportsline                | 152  |
| 4        | Team Abt                           | 149  |
| 5        | Team Rosberg                       | 135  |
| 6        | Mercedes-AMG Team HRT              | 130  |
| 7        | Red Bull AlphaTauri AF Corse       | 129  |
| 8        | SSR Performance                    | 119  |
| 9        | GRT                                | 118  |
| 10       | KÜS Team Bernhard                  | 115  |
| 11       | Walkenhorst Motorsport             | 101  |
| 12       | Mercedes-AMG Team GruppeM Racing   | 81   |
| 13       | Mercedes-AMG Team Winward Racing   | 73   |
| 14       | Attempto Racing                    | 13   |
| 15       | GRT grasser-racing.com             | 12   |
| 16       | Mercedes-AMG Team Mücke Motorsport | 1    |
| 17       | T3 Motorsport                      | 0    |

### Gyártók
| Helyezés | Gyártó       | Pont |
| -------- | ------------ | ---- |
| 1        | Audi         | 441  |
| 2        | Mercedes-AMG | 413  |
| 3        | BMW          | 327  |
| 4        | Porsche      | 234  |
| 5        | Lamborghini  | 130  |
| 6        | Ferrari      | 129  |